# Сату-Ноу (Ончешть, Бакеу)
Сату-Ноу (рум. Satu Nou) — село у повіті Бакеу в Румунії. Входить до складу комуни Ончешть.
Село розташоване на відстані 245 км на північ від Бухареста, 26 км на схід від Бакеу, 78 км на південь від Ясс, 132 км на північний захід від Галаца.

## Населення
За даними перепису населення 2002 року у селі проживала 181 особа, усі — румуни. Усі жителі села рідною мовою назвали румунську.